# Bill Goodwin (acteur)
Pour les articles homonymes, voir Bill Goodwin et Goodwin.
Ne pas confondre avec le batteur de jazz américain Bill Goodwin (né en 1942).

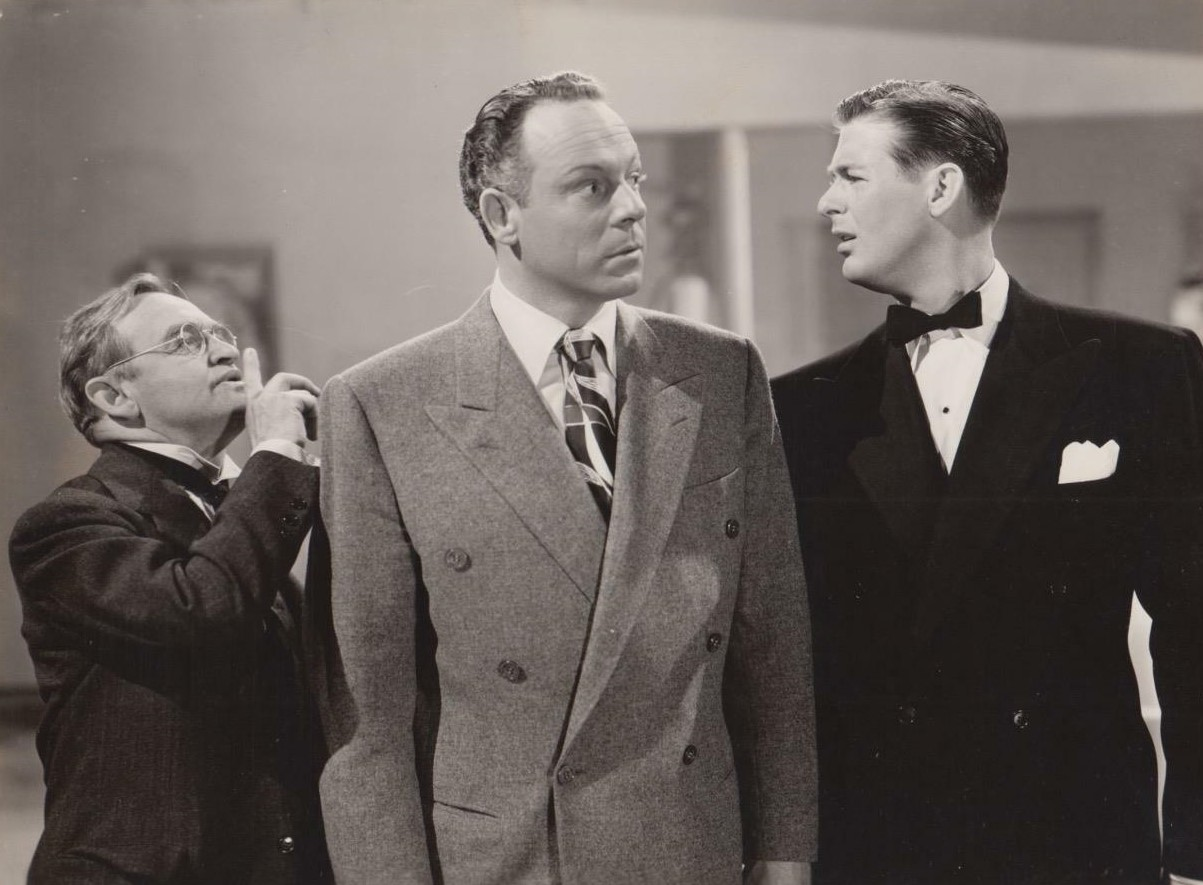
De g. à d. : Barry Fitzgerald, Bill Goodwin et Don DeFore, dans Le Club des cigognes (1945)

William Nettles « Bill » Goodwin, né le 28 juillet 1910 à San Francisco (Californie) et mort le 9 mai 1958 à Palm Springs (Californie), est un acteur américain.

## Biographie
Acteur de cinéma principalement, Bill Goodwin contribue à trente-deux films américains sortis entre 1941 et 1958, année de sa mort prématurée à 47 ans, d'une crise cardiaque.
Mentionnons Le Bal des sirènes de George Sidney (1944, avec Red Skelton et Esther Williams), Le Roman d'Al Jolson d'Alfred E. Green (1946, avec Larry Parks dans le rôle-titre et Evelyn Keyes), No, No, Nanette de David Butler (1950, avec Doris Day et Gordon MacRae) et Le Bébé de Mademoiselle de Norman Taurog (1956, avec Eddie Fisher et Debbie Reynolds).
Bill Goodwin apparaît également dans onze séries télévisées américaines de 1950 à 1958. Enfin, durant toute sa carrière, il est très actif à la radio, notamment comme annonceur.
Il est le père du batteur de jazz Bill Goodwin (en) (né en 1942).

## Filmographie partielle
- 1942 : La Sentinelle du Pacifique (Wake Island) de John Farrow : Sergent Higbee / le narrateur
- 1943 : La Dangereuse Aventure (No Time for Love) de Mitchell Leisen : Christley
- 1943 : Les Anges de miséricorde ou Celles que fiers nous saluons (So Proudly We Hail!) de Mark Sandrich : Capitaine O'Rourke
- 1943 : Riding High de George Marshall
- 1944 : Le Bal des sirènes (Bathing Beauty) de George Sidney : Professeur Willis Evans
- 1945 : La Blonde incendiaire (Incendiary Blonde) de George Marshall : Tim Callahan
- 1945 : La Maison du docteur Edwardes (Spellbound) d'Alfred Hitchcock : le détective de l'hôtel
- 1945 : Le Club des cigognes (The Stork Club) d'Hal Walker : Sherman Billingsley
- 1946 : À chacun son destin (To Each His Own) de Mitchell Leisen : Mac Tilton
- 1946 : House of Horrors de Jean Yarbrough : Lieutenant Larry Brooks
- 1946 : Le Roman d'Al Jolson (The Jolson Story) d'Alfred E. Green : Tom Baron
- 1948 : So This Is New York de Richard Fleischer : Jimmy Ralston / Capitaine Shaw dans la pièce
- 1949 : Les Travailleurs du chapeau (It's a Great Feeling) de David Butler : Arthur Trent
- 1949 : Je chante pour vous (Jolson Sings Again) d'Henry Levin : Tom Baron
- 1950 : No, No, Nanette (Tea for Two) de David Butler : William « Moe » Early
- 1956 : The Opposite Sex de David Miller : Howard Fowler
- 1956 : Le Bébé de Mademoiselle (Bundle of Joy) de Norman Taurog : M. Creely

## Distinction
- Hollywood Walk of Fame : Étoile sur Hollywood Boulevard pour sa contribution à la radio